# The Vision Bleak
The Vision Bleak – gotycko-metalowy duet z Niemiec, założony w bawarskim Mellrichstadt przez lidera Empyrium Ulfa Theodora Schwadorfa oraz perkusistę Nox Mortis Allena B. Konstanza, od początku swej działalności związany z wytwórnią Prophecy Productions.
Teksty inspirowane są literaturą i filmami grozy oraz okultyzmem. Muzycznie grupa komponuje utwory w konwencji gotycko-metalowej, z wpływami doom metalu i metalu symfonicznego. Sami członkowie określają muzykę jako Horror Metal.

## Dyskografia
| 2004                           | The Deathship Has A New Captain - Data: 23 lutego 2004 - Wydawca: Prophecy Productions | —  |
| 2005                           | Carpathia - A Dramatic Poem - Data: 29 sierpnia 2005 - Wydawca: Prophecy Productions   | —  |
| 2007                           | The Wolves Go Hunt Their Prey - Data: 31 sierpnia 2007 - Wydawca: Prophecy Productions | 93 |
| 2010                           | Set Sail to Mystery - Data: 5 kwietnia 2010 - Wydawca: Prophecy Productions            | 65 |
| 2013                           | Witching Hour - Data: 27 września 2013 - Wydawca: Prophecy Productions                 |    |
| 2016                           | The Unknown - Data: 3 czerwca 2016 - Wydawca: Prophecy Productions                     |    |
| "—" pozycja nie była notowana. |                                                                                        |    |

| Rok  | Tytuł |
| ---- | --- |
| 2002 | Songs Of Good Taste (demo) - Data: 2002 - Wydawca: Prophecy Productions                                            |
| 2003 | The Vision Bleak (singel) - Data: 2003 - Wydawca: Prophecy Productions                                             |
| 2003 | Lone Night Rider (singel) - Data: 1 sierpnia 2003 - Wydawca: Prophecy Productions                                  |
| 2005 | Carpathia (singel) - Data: 2005 - Wydawca: Prophecy Productions                                                    |
| 2007 | Club Single (singel) - Data: 23 lipca 2007 - Wydawca: Prophecy Productions                                         |
| 2016 | The Kindred of the Sunset (EP) - Data: 2 marca 2016 - Wydawca: Prophecy Productions                                |
| 2016 | Timeline - An Introduction to The Vision Bleak (kompilacja) - Data: 3 czerwca 2016 - Wydawca: Prophecy Productions |